# (835) Olivia
(835) Olivia – planetoida należąca do zewnętrznej części pasa głównego asteroid okrążająca Słońce w ciągu 5 lat i 290 dni w średniej odległości 3,22 au. Została odkryta 23 września 1916 roku w Landessternwarte Heidelberg-Königstuhl w Heidelbergu przez Maxa Wolfa. Nazwa miałaby pochodzić z historii Imperium rzymskiego, jednak w tym okresie nie jest znana nobilitowana osoba o imieniu "Olivia". Przed jej nadaniem planetoida nosiła oznaczenie tymczasowe (835) 1916 AE.